# Сологамија
Сологамија представља церемонију на којој се људи вјенчавају сами за себе. То је растући тренд на Западу у посљедњих неколико година.

## Настанак
Идеја о вјенчању за себе први пут се појавила у вијестима прије скоро 20 година када је представила Кери Бредшо, лик у веома популарној америчкој телевизијској серији и филму Секс и град. Серија је била комична драма, али неки људи су то озбиљно схватили. 
Од тада, извештаји кажу да је било стотине таквих бракова, углавном неудатих жена.